# 宋莲生坐堂
宋蓮生坐堂是一部2004年中国拍摄的以清朝为题材的古装电视剧，片長30集（31），由張國立執導，鄒靜之編劇。

## 劇情簡介
宋蓮生乃一江湖郎中，醫術高超，從南京來到長沙行醫，恰巧遇到 范家寡婦難產，全城無醫可救。宋蓮生臨危受命。頃刻之間，分娩順利，母子平安。宋蓮生人品醫術得到眾人肯定，城內各大藥房都邀請他坐堂。范家一直與南明黨私交甚密。不久，出於醫德之心的驅使，宋蓮生無端捲入南明黨事件，還被關入大牢面臨死罪，幸好九芝堂老板了解官員性情，想出脫身妙計。為了報答，宋蓮生便在九芝堂看病。 
當地地痞與聞世堂聯合起來試圖擠垮九芝堂，為了不牽連九芝堂，宋蓮生決定離開長沙城，途中忽然發現當地瘟疫即將蔓延至長沙，但竟無人相信瘟疫一說，數日後，瘟疫果然在長沙傳開…

## 主要演员
- 張國立 飾演 宋蓮生
- 張鐵林 飾演 順治
- 王剛 飾演 范無同
- 苗圃 飾演 洪三燕
- 王耀慶 飾演 岳宣
- 李婷宜 飾演 范茹
- 李連義 飾演 知府
- 張庭 飾演 應無雙
- 鄧婕 飾演 如月
- 徐箭 飾演 吳雲
- 周傳一 飾演 萬澄
- 馮雷 飾演 田友三
- 李耕 飾演 齊大頭
- 張慧 飾演 二桃子
- 楊寶亮 飾演 吳太醫
- 孔祥仁 飾演 方掌櫃
- 張永達 飾演 何漢林
- 劉勇 飾演 牢頭
- 翟軍 飾演 何滿
- 何金龍 飾演 師爺
- 劉江 飾演 山藥
- 唐元元 飾演 春紅
- 黃怡 飾演 小紅
- 張紳 飾演 劉青
- 劉巍 飾演 王五
- 李旭陽 飾演 范安
- 張大雷 飾演 文彬
- 眾繡女
- 張廈
- 趙維
- 魏微
- 卞琳
- 曹文娟
- 黃瓊宇
- 高怡
- 顧笑宇

## 曲目
- 片头曲
  - 《十九畏药歌》由亚民演唱。
- 片尾曲
  - 《哥哥，你一双眼睛往哪儿看》由衡越演唱。

## 作品的變遷
| 台灣八大第一台 星期一至五 20:00 - 22:00 | 台灣八大第一台 星期一至五 20:00 - 22:00    | 台灣八大第一台 星期一至五 20:00 - 22:00 |
| --------------------------------------- | ------------------------------------------ | --------------------------------------- |
|                                         | 妙手神醫 （2013.09.18 - 2013.10.07）       |                                         |
| 宰相劉羅鍋 （2013.08.23 - 2013.09.17）  | 康熙傳奇(第三部) (2013.10.08 - 2013.10.24) |                                         |